# ویل (آیووا)
ویل (به انگلیسی: Vail) شهری در ایالت آیووا کشور ایالات متحده آمریکا است که جمعیت آن در سرشماری سال ۲۰۱۰ میلادی، ۴۳۶ نفر بوده‌است.